# Karin Kernke
Karin Kernke (* 19. Oktober 1938 in Stuttgart) ist eine deutsche Schauspielerin und Synchronsprecherin.

## Leben
Nach dem Abitur erhielt sie von 1957 bis 1958 eine Schauspiel-Ausbildung bei Ruth von Zerboni und Dr. Heinz Thiele, München.
Von 1963 bis 1973 war sie mit dem Bildhauer Karl Maurer verheiratet. 1975 brachte sie ihre Tochter Judith Kernke als uneheliches Kind von Pinkas Braun zur Welt.
Seit 1998 lebt sie einen Großteil des Jahres im Sinai.

## Theaterrollen
- 1959: Komödie im Marquardt Stuttgart, Zauber der Jugend (weibl. Hauptrolle)
- 1962: Ernst Deutsch Theater Hamburg, Requiem für eine Nonne (weibl. Hauptrolle)
- 1962/63: Deutsche Kammerspiele Santiago de Chile, Reinhold K. Olzewski, Tournee durch 14 Länder Lateinamerikas. Nathan der Weise, Sittah, Dr. med. Hiob Prätorius (Violetta), Das Konzert (Eva Gerndl), Marguerite: Drei (Titelrolle), Der Hauptmann von Köpenick (Plörösenmieze).
- 1963: Hamburg Ernst Deutsch Theater, O’Neill Alle Kinder Gottes haben Flügel (weibl. Hauptrolle)
- 1963: Komödie Marquardt Stuttgart, Die aufrichtige Lügnerin (Titelrolle)
- 1963/64: Städt. Bühnen Lübeck, Was ihr wollt (Olivia), Die Rassel (weibl. Hauptrolle), Musical Prärie Saloon (Mississippi Lilli), Das Orchester von Anouilh (2. Geige), Chansons aus den 20er Jahren
- 1964/65: Städt. Bühnen Wuppertal, Woyzeck (Marie), Die Zofen (Solange), Chansons aus den 20er Jahren
- 1966: Theater am Elisabethplatz München, Das Testament des Hundes (Die Frau des Bäckers)
- 1967: Komödie im Marquardt Stuttgart, Irma la Douce (Titelrolle)
- 1967: Ernst Deutsch Theater Hamburg, Ein Mond für die Beladenen (weibl. Hauptrolle)
- 1970: Atelier Jean München, Gespräche mit Todesfolge
- 1971: Städt. Bühnen Frankfurt, Die Ballade vom traurigen Cafe (weibl. Hauptrolle), Die Troerinnen (Kassandra)
- 1971/72: Residenztheater München, Ein Sommernachtstraum (Hippolyta und Titania), Polly (Jenny Diver)
- 1974: Kleines Theater im Zoo Frankfurt, Ein idealer Gatte (Ms. Chevely)
- 1975: Komödie im Marquardt Stuttgart, Ein idealer Gatte (Ms. Chevely)
- 1980: Theater in der Altstadt Düsseldorf, Faust (Marthe)

## Filmografie
- 1959: Die Nackte und der Satan
- 1960: Die Sendung der Lysistrata (Fernsehfilm)
- 1960: Die Bande des Schreckens
- 1961: Vorsätzlich (Fernsehfilm)
- 1961: Immer wenn es Nacht wird
- 1965: Heißer Hafen Santos (Fernsehfilm)
- 1965: Das Kriminalmuseum (TV-Serie): Die Brille
- 1966: Hinter diesen Mauern (Fernsehfilm)
- 1966: Die fünfte Kolonne: Das verräterische Licht
- 1967: Ein Fall für Titus Bunge (TV-Serie): Geister am See
- 1967: Wirb oder stirb (Fernsehfilm)
- 1969: Meine Frau erfährt kein Wort (Fernsehfilm)
- 1969: Recht auf Gewissen (Fernsehfilm)
- 1969: Die Beerdigung findet in aller Stille statt (Fernsehfilm)
- 1970: Taxi bitte (Fernsehfilm)
- 1970: Miks Bumbullis (Fernsehfilm)
- 1971: Passage-Apotheke – Freitag dienstbereit (Fernsehfilm)
- 1973: Ende der Saison (Fernsehfilm)
- 1974: Am Rande der Autobahn (Fernsehfilm)
- 1978: Schulmädchen-Report. 12. Teil: Junge Mädchen brauchen Liebe
- 1978: Terra X (Fernsehfilm)
- 1981: Tatort (Fernsehreihe) – Usambaraveilchen
- 1981: Die seltsamen Methoden des Franz Josef Wanninger (Fernsehserie, 1 Folge)
- 1982–1984: Der Androjäger (Fernsehserie, 26 Folgen)
- 1983: Ein Fall für Zwei (TV-Serie) – Herr Pankraz, bitte!
- 1984: Kalendergeschichten (Fernsehfilm)
- 1984: Glücklich geschieden (Fernsehfilm)
- 1985: Tatort – Doppelspiel
- 1990: Der Bastard (Fernsehfilm)
- 1993: Blank/Meier/Jensen (Fernsehfilm)
- 1993: Titanweiss (Fernsehfilm)
- 1996: Der Alte (Fernsehserie) Folge 219: Die Spur des Todes

## Synchronisation und Sprecherin (Auswahl)
Barbara Stanwyck
- 1956: in Das Herz eines Millionärs als Ann Dempster
- 1974: in All meine Sehnsucht als Naomi Murdock
- 1977: in Die Falschspielerin als Jean Harrington
- 1978: in Stella Dallas als Stella Martin/Dallas

### Filme
- 1970: Lauren Bacall in Gangster in Key Largo als Nora Temple
- 1971: Irene Papas in Die Troerinnen als Helena
- 1984: Die unendliche Geschichte als Morla
- 1984: Gena Rowlands in Love Streams als Sarah Lawson
- 1994: Lyla Hay Owen in Interview mit einem Vampir als Witwe St. Clair

### Serien
- 1972: Lee Meriwether in Raumschiff Enterprise als Losira
- 1981: Jana Andresíková in Die Märchenbraut als Hexe
- 1991: Tress MacNeille in Disneys Gummibärenbande als Lady Bane
- 1991: Whoopi Goldberg in Bagdad Cafe als Brenda
- 1993–1995: Stacy Jefferson in Als die Tiere den Wald verließen als Otter
- 1995: Sally Kellerman in Burkes Gesetz als Joyce Dowling
- 1995–1996: Keiko Han in Sailor Moon als Königin Perilia

### Sonstiges
- In englischer Sprache: Berta Drews in Die Blechtrommel
- Seit 1976 Sprecherin beim Bayerischen Rundfunk, Sprecherin von Dokumentarfilmen

## Weitere Tätigkeiten
Kernke übersetzte auch Dokumentarfilm-Kommentare aus dem Englischen und Französischen und erstellte deutsche Dialogbücher zur Synchronisation.